# Schoqan Uälichanuly

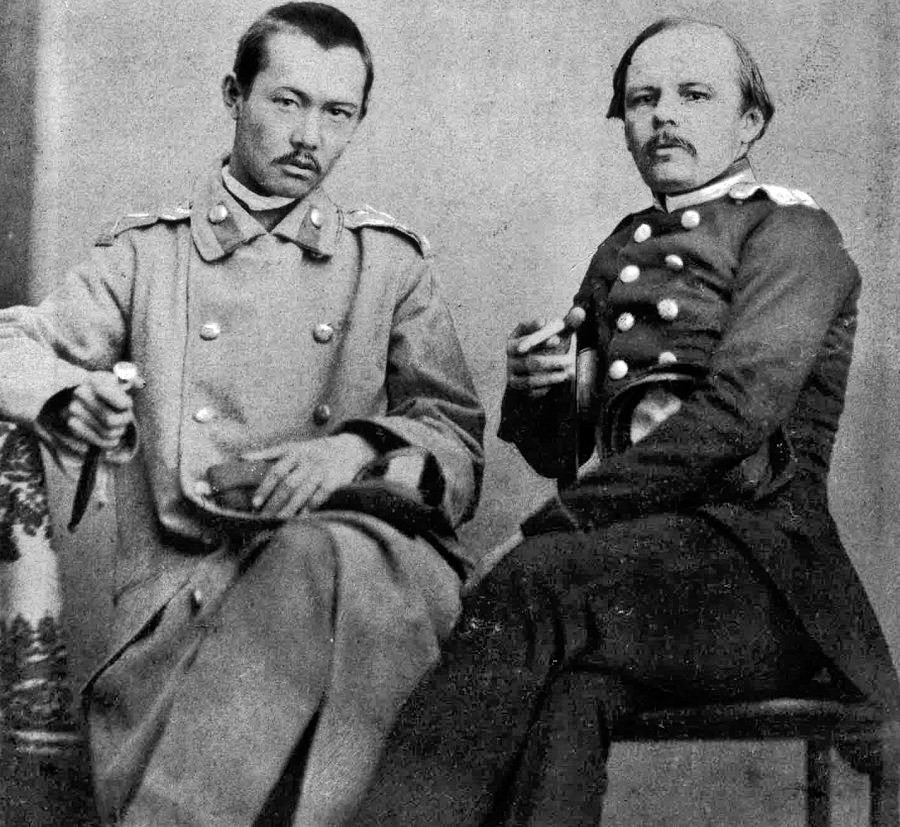
Schoqan Uälichanuly (links) mit Dostojewski in Semipalatinsk (1858)

Schoqan Schyngghyssuly Uälichanuly (kasachisch Шоқан Шыңғысұлы Уәлиханұлы, russisch Чокан Чингисович Валиханов, Tschokan Tschingissowitsch Walichanow; * 1835; † 1865), auch: Qokan Valikhanov oder Shoqan Walikhanov usw., war ein kasachisch-russischer Wissenschaftler, Historiker, Ethnograph, Geograph und Literaturwissenschaftler. Er ist ein Nachfahre von Ablai (Khan).
Als sein Hauptwerk gilt sein Werk über die  Russen in Zentralasien  (The Russians in Central Asia), das auch ins Englische übersetzt wurde. Er beschäftigte sich auch mit dem Schamanismus bei den Kasachen und dem kirgisischen Manas-Epos sowie kasachischen Epos «Kozy-Korpesh – Bayan-Sulu».
Seine Gesammelten Werke wurden vom nach ihm benannten Historischen, archäologischen und ethnographischen Institut (Institut Istorii, Archeologii i Ėtnografii Imeni Č. Č. Valichanova)  der Wissenschaftsakademie der Kasachischen Sozialistischen Sowjetrepublik  (Akademija Nauk Kazachskoj SSR) in Alma-Ata herausgegeben.

## Publikationen (Auswahl)
- The Russians in Central Asia : their occupation of the Kirghiz steppe and the line of the Syr-Daria : their political relations with Khiva, Bokhara, and Kokan : also descriptions of Chinese Turkestan and Dzungaria; by Capt. Valikhanof, M. Veniukof and [others] (1865) (Digitalisat)